# 윌리엄 캐리 국제대학교
윌리엄 캐리 국제대학교 (William Carey International University)는 미국 캘리포니아 패서디나에 있는 기독교 사립 대학으로 원격 교육 프로그램을 제공한다. 학교는 다양한 전문 분야와 함께 국제 개발 분야에서 온라인 전용 대학원 학위 프로그램을 제공하며 여러 기독교 비정부 기구들에 등록되어 있다. 이 기관은 미국 세계선교센터를 설립한 장로교 선교학자인 랄프 윈터(Ralph D. Winter)에 의해 1977년에 설립되었다. 학교는 또한 문화 및 글로벌 문제에 대한 책을 출판한다. 인도에서 사역한 영국 선교사 윌리엄 캐리(1761~1834)의 이름을 따서 학명되었다.

## 역사
1977년 2월에 설립되었으며 캘리포니아 주에서 학위 수여 허가를 받았다. 대학은 이전 나사렛 대학의 17에이커 캠퍼스와 주택 구입 노력을 주도한 Dr. Ralph D. Winter의 지도 하에 설립되었다. WCIU는 국제 개발 관행을 개선하기 위한 교육을 제공하기 위해 설립되었다. Winter 박사는 실제 현장 기반 실험에 중점을 두고 국제 개발에 독점적으로 초점을 맞춘 사회 과학과 역사를 통합한 전체론적 커리큘럼을 구상했다. 대학은 교육에 대한 멘토링 접근 방식을 사용하여 다양하고 경험이 풍부하며 분산된 교수진을 고용하고 전 세계의 비정부 자원 봉사 기관과 긴밀하게 협력한다. 1978년 캘리포니아 주는 WCIU에 국제 개발 분야에서 학사, 석사 및 철학 박사 학위를 제공하는 기관 승인을 부여했다. 대학은 거주 요구 사항이없는 확장 모델에 의한 교육을 기반으로했다.